# آراس
آراس (به فرانسوی: Arras) یک کمون در فرانسه با جمعیت ۴۳٬۶۹۳ نفر است که در پا-دو-کاله واقع شده‌است.

## نگارخانه